# 스피릿 MC
스피릿 MC(Spirit MC; Spirit Martial Challenge)는 엔트리안 주식회사가 주최했던 대한민국의 종합격투기 대회이다. 한국 최초의 종합격투기 단체로 인식되고 있다.

## 개요
2003년 4월 첫 대회를 시작으로, 데니스 강, 이면주, 이은수, 나무진, 이치성, 임재석, 최영, 백종권, 이재선, 이광희, 권아솔, 남의철, 강경호 등의 격투가들이 활동하였다.
대회는 ‘스피릿MC 프로리그(넘버시리즈)’, ‘스피릿MC 인터리그’, ‘스피릿MC 아마리그’의 세 종류로 나뉜다. 아마리그는 아마추어 격투가들이 참가하는 리그로, 레벨 제도를 통해 일정 레벨에 오른 사람들은 프로리그에 진출할 수 있게 된다. 인터리그는 실력을 인정받은 아마추어 선수들과 프로 선수들이 모두 출전하는 대회로, 챔피언십 도전자 결정전이나 복귀전 같은 경기를 치르는 무대이기도 하다. 이러한 기본 구조는 이후 창설된 로드 FC, 탑 FC 등으로 계승되었다.
2008년 10월 30일 개최 예정이던 '스피릿 MC 19' 대회가 주최사 내부사정으로 무기한 연기 된 이후 더 이상의 프로리그, 인터리그는 열리지 않았고, 아마리그도 2009년 3월 이후 열리지 않다가 2010년 2월 부활을 시도했지만 단발성에 그치며 결국 스피릿 MC는 소멸되었다.

## 대회 개최 이력
| #  | 대회명                                       | 메인이벤트              | 개최일자         | 경기장         | 개최도시   |
| -- | -------------------------------------------- | ----------------------- | ---------------- | -------------- | ---------- |
| 24 | Spirit MC 18: The Champion                   | 데니스 강 vs 김재영     | 2008년 8월 31일  | 장충체육관     | 서울특별시 |
| 23 | Spirit MC 17: All In                         | 임재석 vs 차정환        | 2008년 6월 29일  | 장충체육관     | 서울특별시 |
| 22 | Spirit MC 16: Clash of Pride                 | 김재영 vs 최정규        | 2008년 4월 27일  | 장충체육관     | 서울특별시 |
| 21 | Spirit MC 15: Come Back Home                 | 임재석 vs 김윤영        | 2008년 3월 1일   | 장충체육관     | 서울특별시 |
| 20 | Spirit MC 14: Karma                          | 이광희 vs 강경호        | 2008년 1월 20일  | 장충체육관     | 서울특별시 |
| 19 | Spirit MC 13: Heavyweight Grand Prix Final   | 최정규 vs 무라타 류이치 | 2007년 10월 14일 | 장충체육관     | 서울특별시 |
| 18 | Spirit MC 12: Heavyweight Grand Prix Opening | 권아솔 vs 이광희        | 2007년 8월 19일  | 장충체육관     | 서울특별시 |
| 17 | Spirit MC Interleague 6: The Road            | 권아솔 vs 장덕영        | 2007년 6월 17일  | 장충체육관     | 서울특별시 |
| 16 | Spirit MC 11: Invasion                       | 임재석 vs 스티브 브루노 | 2007년 4월 22일  | 장충체육관     | 서울특별시 |
| 15 | Spirit MC Interleague 5                      | 데니스 강 vs 최정규     | 2007년 3월 11일  | 장충체육관     | 서울특별시 |
| 14 | Spirit MC 10: Welterweight Grand Prix Final  | 남의철 vs 유우성        | 2006년 11월 4일  | 장충체육관     | 서울특별시 |
| 13 | Spirit MC 9: Welterweight Grand Prix Opening | 임재석 vs 시라이 유야   | 2006년 10월 8일  | 장충체육관     | 서울특별시 |
| 12 | Spirit MC Interleague 4                      | 김호진 vs 김대건        | 2006년 8월 19일  | 장충체육관     | 서울특별시 |
| 11 | Spirit MC 8: Only One                        | 최영 vs 마이크 아이나   | 2006년 4월 22일  | 장충체육관     | 서울특별시 |
| 10 | Spirit MC Interleague 3                      | 김윤영 vs 운영철        | 2006년 2월 11일  | 장충체육관     | 서울특별시 |
| 9  | Spirit MC 7: Middleweight Grand Prix Final   | 임재석 vs 최영          | 2005년 10월 29일 | 장충체육관     | 서울특별시 |
| 8  | Spirit MC 6: Middleweight Grand Prix Opening | 이은수 vs 김재영        | 2005년 7월 2일   | 장충체육관     | 서울특별시 |
| 7  | Spirit MC Interleague 2                      | 이상수 vs 김정태        | 2004년 11월 20일 | KBS 88체육관   | 서울특별시 |
| 6  | Spirit MC 5: 2004 Grand Prix Unlimited       | 노영암 vs 문종혁        | 2004년 9월 11일  | 장충체육관     | 서울특별시 |
| 5  | Spirit MC 4: Revolution                      | 이치성 vs 나무진        | 2004년 6월 12일  | 장충체육관     | 서울특별시 |
| 4  | Spirit MC 3: I Will Be Back                  | 이은수 vs 최정규        | 2004년 4월 10일  | 장충체육관     | 서울특별시 |
| 3  | Spirit MC Interleague 1                      | 데니스 강 vs 김형준     | 2004년 2월 7일   | KBS 88체육관   | 서울특별시 |
| 2  | Spirit MC 2: Combative Spirit                | 이은수 vs 김건우        | 2003년 10월 11일 | 잠실실내체육관 | 서울특별시 |
| 1  | Spirit MC 1: Spirit                          | 이은수 vs 이면주        | 2003년 4월 26일  | 잠실학생체육관 | 서울특별시 |

## 챔피언

### 역대 체급별 챔피언
| 체급            | 대  | 챔피언        | 기간                               | 방어 횟수 |
| --------------- | --- | ------------- | ---------------------------------- | --------- |
| 헤비급 (+80 kg) | 1대 | 이은수        | 2003년 10월 11일 - 2004년 (반납)   | 0         |
| 헤비급 (+80 kg) | 2대 | 데니스 강     | 2004년 9월 11일 -                  | 2         |
| 미들급 (-80 kg) | 1대 | 나무진        | 2003년 10월 11일 - 2004년 6월 12   | 0         |
| 미들급 (-80 kg) | 2대 | 이치성        | 2004년 6월 12일 - 2005년 (반납)    | 0         |
| 미들급 (-80 kg) | 3대 | 임재석        | 2005년 10월 29일 - 2007년 4월 22일 | 0         |
| 미들급 (-80 kg) | 4대 | 스티브 브루노 | 2007년 4월 22일 - 2008년 (반납)    | 0         |
| 미들급 (-80 kg) | 5대 | 임재석        | 2008년 6월 29일 -                  | 1         |
| 웰터급 (-70 kg) | 1대 | 남의철        | 2006년 11월 4일 - 2007년 (박탈)    | 0         |
| 웰터급 (-70 kg) | 2대 | 이광희        | 2007년 8월 19일 -                  | 1         |

### 역대 그랑프리 챔피언
| 대회         | 체급           | 챔피언        | 일자             |
| ------------ | -------------- | ------------- | ---------------- |
| 스피릿 MC 1  | 무제한급       | 이면주        | 2003년 4월 26일  |
| 스피릿 MC 2  | 헤비급(+80 kg) | 이은수        | 2003년 10월 11일 |
| 스피릿 MC 2  | 미들급(-80 kg) | 나무진        | 2003년 10월 11일 |
| 스피릿 MC 5  | 무제한급       | 데니스 강     | 2004년 9월 11일  |
| 스피릿 MC 7  | 미들급(-80 kg) | 임재석        | 2005년 10월 29일 |
| 스피릿 MC 10 | 웰터급(-70 kg) | 남의철        | 2006년 11월 4일  |
| 스피릿 MC 13 | 헤비급(+80 kg) | 무라타 류이치 | 2007년 9월 27일  |

## 주요 선수들
- 데니스 강
- 임재석
- 이광희
- 스티브 브루노
- 남의철
- 이은수
- 이치성
- 나무진
- 이면주
- 권아솔
- 장덕영
- 김장용
- 김행기
- 김창현
- 유광수

## 같이 보기
- 로드 FC
- 탑 FC

## 참조
1. ↑  “스피릿 MC 아마추어 대회 규정”. 2008년 3월 6일에 확인함.[깨진 링크(과거 내용 찾기)]
2. ↑  “스피릿MC 19회 대회, 주최사 사정으로 연기 결정”. 2014년 8월 26일에 원본 문서에서 보존된 문서. 2014년 8월 23일에 확인함.
3. ↑  “스피릿MC 아마리그, 국민생활체육 송파구 전국이종격투기대회로 부활”. 2014년 8월 26일에 원본 문서에서 보존된 문서. 2014년 8월 23일에 확인함.